# Andrew Bishop

a Compétitions nationales et continentales officielles uniquement.

b Matchs officiels uniquement.
Dernière mise à jour le 12 juillet 2023.
Andrew Matthew Bishop, né le 7 août 1985 à Llantrisant, est un joueur international gallois de rugby à XV. Il évolue au poste de centre au sein de l'effectif des Ospreys de 2005 à 2015.

## Biographie
Régulièrement sélectionné dans les équipes de jeunes du pays de Galles, Andrew Bishop participe au grand chelem du Tournoi des Six Nations 2005 des moins de 21 ans dans les pas de Gavin Henson, centre également des Ospreys, qui a réussi cette performance en 2003. Avant de rejoindre les Ospreys début 2005, il a joué avec les clubs de Neath RFC et de Bridgend RFC. Appelé dans le groupe du pays de Galles pour la tournée d'été en Afrique du Sud, il honore sa première sélection, lors du match disputé le 14 juin 2008 face aux Springboks. 
En 2015, il est forcé de prendre sa retraite de rugbyman après une blessure au dos. 

## Palmarès
- Vainqueur de la/du Celtic League/Pro12 en 2007, 2010 et 2012 avec les Ospreys.
- Finaliste de la Coupe anglo-galloise en 2007 avec les Ospreys.
- Vainqueur de la Coupe anglo-galloise en 2008 avec les Ospreys.

## Statistiques en équipe nationale
- 16 sélections
- Sélections par année : 3 en 2008, 5 en 2009, 7 en 2010, 1 en 2012
- Tournoi des Six Nations disputés : 2009, 2010
- Équipe du pays de Galles des moins de 21 ans : participation au grand chelem du Tournoi des Six Nations 2005 des moins de 21 ans
- Sélections en équipe du pays de Galles des moins de 18 ans, de 19 ans et de 21 ans[3]